# The Marine
The Marine ist ein US-amerikanischer Actionfilm aus dem Jahr 2006, in dem der Wrestler John Cena die Hauptrolle spielt.

## Handlung
Nachdem der Marineinfanterist John Triton im Alleingang US-amerikanische Soldaten im Irak befreit hat, wird er zurück in die Vereinigten Staaten beordert. Da er bei der erfolgreichen Mission Befehle missachtet hat, wird er aus dem United States Marine Corps entlassen. Wieder in der Heimat findet er einen Job bei einem Security Service, bei dem er allerdings nur einen Tag arbeitet, da er in eine provozierte Schlägerei gerät und diese viral ging.
Nachdem Triton seinen Job verloren hat, will er mit seiner Frau Kate eigentlich nur einen Ausflug machen; doch schon wenig später wird seine Frau von dem Gangsterboss Rome und seiner Gang entführt. Diese haben vorher Diamanten gestohlen und befinden sich auf der Flucht.
Triton macht sich nun auf die Suche nach seiner Frau, um sie aus den Klauen der brutalen Entführer zu befreien. Nach einem Schusswechsel müssen sowohl John als auch die Entführer sich durch die Sümpfe schlagen. Die Suche wird von unzähligen Toten gepflastert, denn die Entführer kennen keine Gnade. Rome tötet auch einige seiner Komplizen, unter anderem einen gekauften FBI-Agenten, der vorgab auf Johns Seite zu sein.
Am Ende des Films muss Triton seine Frau aus einem versunkenen Lastkraftwagen retten und Rome endgültig töten.

## Hintergrund
Der Film wurde von WWE Studios und 20th Century Fox produziert und kostete etwa 15 Millionen Euro. Ursprünglich war „Stone Cold“ Steve Austin für die Hauptrolle vorgesehen. Dieser mochte das Drehbuch jedoch nicht. Stattdessen drehte er ein Jahr später Die Todeskandidaten für WWE Studios.
Der Film wurde überwiegend an der australischen Gold Coast in Queensland gedreht. John Cena absolvierte vorher ein Training im Marine Corps Recruit Depot Parris Island, um sich auf die Rolle vorzubereiten. Er kannte die Arbeiten der US-Streitkräfte bereits durch seine Auftritte bei WWE Tribute to the Troops. Die Stunts im Film führte er fast alle selbst aus.
Der Film sollte eigentlich schon im Januar oder Februar 2006 in den Vereinigten Staaten anlaufen, wurde dann für Herbst 2006 angekündigt, dann für den 8. September und schließlich auf den 13. Oktober, weil der neue Film von Dwayne „The Rock“ Johnson Spiel auf Bewährung am 15. September anlief. Der Film spielte in der ersten Woche 7 Millionen Euro ein. Der Film  lief am 13. Oktober 2006 in den Vereinigten Staaten. Von der MPAA wurde beantragt, den Film als PG-13 einzustufen. Dazu mussten jedoch einige Szenen umgeschnitten werden. So erschien auch später eine „Unrated“-Fassung. Der Film spielte in den Kinos insgesamt 18.844.784 US-Dollar wieder ein.
Ab dem 26. April 2007 war er auch in den deutschen Kinos zu sehen. Die DVD-Fassung folgte am 6. September 2007. Die deutsche Fassung war identisch mit der Unrated und wurde von der FSK ab 16 Jahren freigegeben.
Die Rolle des Bösewichts Rome wurde ursprünglich für Al Pacino geschrieben, der jedoch keinerlei Interesse an dem Film zeigte. Auch Ray Liotta sowie Patrick Swayze lehnten die Rolle ab. Stattdessen spielte Robert Patrick die Rolle. In einer Szene sagt ein Komplize, dass John Triton wie der Terminator sei. Robert Patrick, welcher bei Terminator 2 die Rolle des Antagonisten spielte, schaut ihn darauf verdutzt an.

## Kritiken
The Marine ist ein Actionfilm im Stile der 1980er Jahre, der deutlich an Vorbilder wie Phantom-Kommando (1985) oder Van-Damme-Filme aus jener Zeit angelehnt ist. Die Filmschaffenden legten Wert auf Action und im Film selbst vergehen keine zehn Minuten ohne Explosion. Der Film wurde von der Kritik wenig ernst genommen

„Ah, die Achtziger – die Zeit als Explosionen noch niemandem schaden konnten, so lange man vor ihnen weglief. John Cena ist ein zweitklassiger Arnold Schwarzenegger und The Marine gefiel einem beim ersten Mal besser, als er Phantom-Kommando hieß. Zumindest war das damals lustig.“

„The Marine verfolgt den richtigen Ansatz, der Fans von Filmen mit Roddy Piper und Hulk Hogan anlocken sollte. Ein Kinoticket zum vollen Preis ist eher nicht zu empfehlen, aber wer sich nach den seligen Zeiten von Van Damme und Seagal sehnt, sollte sich diesen Film zumindest irgendwann auf DVD ausleihen.“

„In The Marine explodieren eine Menge Dinge. Und dazwischen gibt eine ohrenbetäubende Menge an automatischem Geschützfeuer, so dass man sich wundert, dass am Ende des Films noch irgendjemand am Leben ist.“

„Das ist mehr eine Pyrotechnik-Ausstellung als ein Film. Und John Cena sieht aus wie Matt Damon auf Steroiden. Aber zumindest spielt er in seinem Debüt zurückhaltend, was seinen Mangel an Schauspieltalent weniger offensichtlich macht.“

„Solider, eher auf Pyrotechnik als auf übertriebene körperliche Gewalt und verquaste politische Botschaften abzielender Actioner, der völlig sinnfrei, aber bildgewaltig und mit Wrestling-Superstar John Cena zielgruppengerecht unterhält.“

„Der Film ist so herrlich 80er-Jahre-trashig, dass er schon wieder Spaß macht. Es knallt und kracht ohne Unterlass. Dazu gibt’s eine Story mit reichlich Selbstironie, das rockt. Allein der holzschnittartig agierende Hauptdarsteller trübt das Vergnügen ein wenig.“

## Fortsetzungen
Unter dem Titel The Marine 2 wurde 2009 eine Direct-to-DVD-Fortsetzung inszeniert. Die Hauptrolle übernahm der Wrestler Ted DiBiase junior.
Mit The Marine 3: Homefront entstand 2013 eine weitere Direct-to-DVD-Fortsetzung. Die Hauptrolle übernahm dieses Mal The Miz. 2015 folgte The Marine 4: Moving Target, 2017 The Marine 5: Battleground wiederum beide mit The Miz in der Hauptrolle. The Marine 6: Das Todesgeschwader (The Marine 6: Close Quarters) wurde 2018 veröffentlicht.